# Équipe cycliste Factor Racing
Pour les articles homonymes, voir Sava.
L'équipe cycliste Factor Racing est une équipe cycliste slovène participant aux circuits continentaux de cyclisme et en particulier l'UCI Europe Tour. Elle court avec un statut d'équipe continentale depuis 2005, à l'exception de 2014 à 2021 où elle est un club amateur.

## Principales victoires

### Courses d'un jour
- Poreč Trophy : 2008 (Aldo Ino Ilešič)
- Belgrade-Banja Luka I : 2008 (Aldo Ino Ilešič) et 2010 (Jure Zrimšek)
- Grand Prix Kranj : 2009 (Gašper Švab)
- Grand Prix P-Nívó : 2009 (Uroš Silar)
- Gran Premio Palio del Recioto : 2010 (Blaž Furdi)
- Mémorial Henryk Łasak : 2011 (Luka Mezgec)
- Trofeo Città di San Vendemiano : 2013 (Mark Džamastagič)
- Grand Prix de Sarajevo : 2015 (Gašper Katrašnik)

### Championnats nationaux
- Championnats d'Autriche sur route : 1
  - Contre-la-montre : 2005 (Hans-Peter Obwaller)
- Championnats de Slovénie sur route : 1
  - Contre-la-montre : 2007 (Kristijan Koren)
- Championnats de Serbie sur route : 1
  - Contre-la-montre espoirs : 2022 (Luka Turkulov)

## Classements UCI
L'équipe participe aux circuits continentaux et principalement à des épreuves de l'UCI Europe Tour. Les tableaux ci-dessous présentent les classements de l'équipe sur les différents circuits, ainsi que son meilleur coureur au classement individuel.
UCI Asia Tour
| UCI Asia Tour | UCI Asia Tour          | UCI Asia Tour                             | UCI Asia Tour |
| Année         | Classement par équipes | Meilleur coureur au classement individuel |               |
| ------------- | ---------------------- | ----------------------------------------- | ------------- |
| 2010          | 29e                    | Matej Stare (98e)                         |               |
| 2012          | 15e                    | Luka Mezgec (6e)                          |               |
|               |                        |                                           |               |
| Source : UCI  |                        |                                           |               |

UCI Europe Tour
| UCI Europe Tour | UCI Europe Tour        | UCI Europe Tour                           | UCI Europe Tour |
| Année           | Classement par équipes | Meilleur coureur au classement individuel |                 |
| --------------- | ---------------------- | ----------------------------------------- | --------------- |
| 2010            | 51e                    | Blaž Furdi (58e)                          |                 |
| 2011            | 54e                    | Luka Mezgec (70e)                         |                 |
| 2012            | 54e                    | Luka Mezgec (34e)                         |                 |
| 2022            | 89e                    | Luka Turkulov (624e)                      |                 |
| 2023            | 82e                    | -                                         |                 |
|                 |                        |                                           |                 |
| Source : UCI    |                        |                                           |                 |

L'équipe est également classée au Classement mondial UCI qui prend en compte toutes les épreuves UCI et concerne toutes les équipes UCI.
| Classement mondial | Classement mondial     | Classement mondial                        | Classement mondial |
| Année              | Classement par équipes | Meilleur coureur au classement individuel |                    |
| ------------------ | ---------------------- | ----------------------------------------- | ------------------ |
| 2022               | 154e                   | Luka Turkulov (838e)                      |                    |
| 2023               | 146e                   | Luka Turkulov (641e)                      |                    |
| 2024               | 128e                   | Matic Žumer (830e)                        |                    |
|                    |                        |                                           |                    |
| Source : UCI       |                        |                                           |                    |

## Factor Racing en 2025
Effectif
| Effectif 2025            | Effectif 2025     | Effectif 2025    | Effectif 2025                           |
| Cycliste                 | Date de naissance | Pays             | Équipe précédente                       |
| ------------------------ | ----------------- | ---------------- | --------------------------------------- |
| Henrique Avancini        | 30 mars 1989      | Brésil           |                                         |
| Adam Bradáč              | 20 juin 2006      | Tchéquie         |                                         |
| Maj Flajs                | 28 janvier 2005   | Slovénie         |                                         |
| Marcel Gladek            | 31 juillet 2005   | Slovénie         |                                         |
| Nejc Komac               | 20 juin 2003      | Slovénie         |                                         |
| Jaka Marolt              | 21 septembre 2005 | Slovénie         |                                         |
| Sven Aleksander Mernik   | 14 juin 2006      | Slovénie         |                                         |
| Gal Oblak                | 25 août 2006      | Slovénie         |                                         |
| Grega Podlesnik          | 29 juillet 2004   | Slovénie         |                                         |
| Paul Wright              | 3 février 1998    | Nouvelle-Zélande | REMBE Pro Cycling Team Sauerland (2024) |
|                          |                   |                  |                                         |
| Source : ProCyclingStats |                   |                  |                                         |

Victoires
| Victoires | Victoires | Victoires | Victoires | Victoires | Victoires |
| Date      | Course    | Pays      | Classe    | Vainqueur |           |
| --------- | --------- | --------- | --------- | --------- | --------- |